# 中嶋晃子
中嶋 晃子（なかしま あきこ、旧称：レイラーニ）は、日本の女性シンガーソングライターである。福岡県出身。

## 概要
出身地以外の詳細なプロフィールは非公開。旧アーティストネーム「レイラーニ」はハワイ語で「天空の花」の意味を持つ。
女性アーティスト集団「MAJYOKAI」の主宰。音楽プロデューサーは須藤晃。

## 略歴
幼い頃からピアノを習い、小学生の時に合唱団に所属。高校時代にはハードコアロックバンドのボーカルを務めていたという。
2000年、リバプール芸術大学Diploma in Popular Music and Sound Technologyへ留学し、単身イギリスへ渡る。留学中に現在の音楽性や歌唱法を確立させる。翌2001年に卒業。帰国後、音楽活動を開始する。
2004年3月21日、尾崎豊のトリビュートアルバム『"GREEN" A TRIBUTE TO YUTAKA OZAKI』へ「群衆の中の猫」のカバーで参加。翌月4月21日にコロムビアミュージックエンタテインメントよりミニアルバム『ほしのしずく』でデビュー。
2006年にコロムビアミュージックエンタテインメントとの契約を終了し、インディーズへの活動に移行する。
2007年、2008年にはドイツとポーランドにてライブを行う。
2009年 「レイラーニ皆既日食ツアー」を決行する。
2009年10月　レイラーニを中嶋晃子に改名する。

## ディスコグラフィー

### ミニアルバム
1. ほしのしずく（2004年4月21日）
  - Kiss me quick：長崎ルークプラザホテルCMソング
2. ひかりのわ（2007年2月14日）
  - Mele Kalikimaka：ヴァーナル化粧品CMソング
3. とわのくに（2007年6月27日）
  - Listen：オムニバスホラーDVDアニメーション『現代畸聞録 怪異物語』エンディングテーマ
  - Without words：ヴァーナル化粧品CMソング

### シングル
1. 梅の花（Ume No Hana） (2011年6月23日）iTunesでのネット配信

### CD
- "GREEN" A TRIBUTE TO YUTAKA OZAKI（2004年3月21日）
  - M-6「群集の中の猫」カバー参加
- Niagara SUMMER 〜Niagara Cover Special〜（2006年8月30日）
  - M-4「カナリア諸島にて」（石原顕三郎 from The Travellers）コーラス参加

### DVD
- Tne Night A TRIBUTE TO YUTAKA OZAKI（2004年8月4日）

### その他
1. 高橋酒造米焼酎「しろ」のTVCMへ楽曲提供。（冷たい「しろ」夏編）